# Kékbegyű tündérmadár
A kékbegyű tündérmadár (Malurus pulcherrimus)  a madarak osztályának verébalakúak (Passeriformes) rendjébe és a tündérmadárfélék (Maluridae) családjába tartozó faj.

## Rendszerezése
A fajt John Gould angol ornitológus írta le 1844-ben.

## Előfordulása
Ausztrália délnyugati és déli részén honos. Természetes élőhelyei a szubtrópusi és trópusi száraz erdők és cserjések. Állandó, nem vonuló faj.

## Megjelenése
Átlagos testhossza 15 centiméter, testtömege 9-10 gramm.

## Életmódja
A talajon keresgéli rovarokból álló táplálékát.

## Szaporodása
Fűből készült fészkét alacsony bokorra rakja.

## Természetvédelmi helyzete
Az elterjedési területe nagyon nagy, egyedszáma pedig stabil. A Természetvédelmi Világszövetség Vörös listáján nem fenyegetett fajként szerepel.